# Фрейрина
Фрейрина (исп. Freirina) — посёлок в Чили. Административный центр одноименной коммуны. Население посёлка — 3469 человек (2002). Посёлок и коммуна входит в состав провинции Уаско и области Атакама.
Территория — 3207,9 км². Численность населения — 7 041 жителя (2017). Плотность населения — 2,19 чел./км².

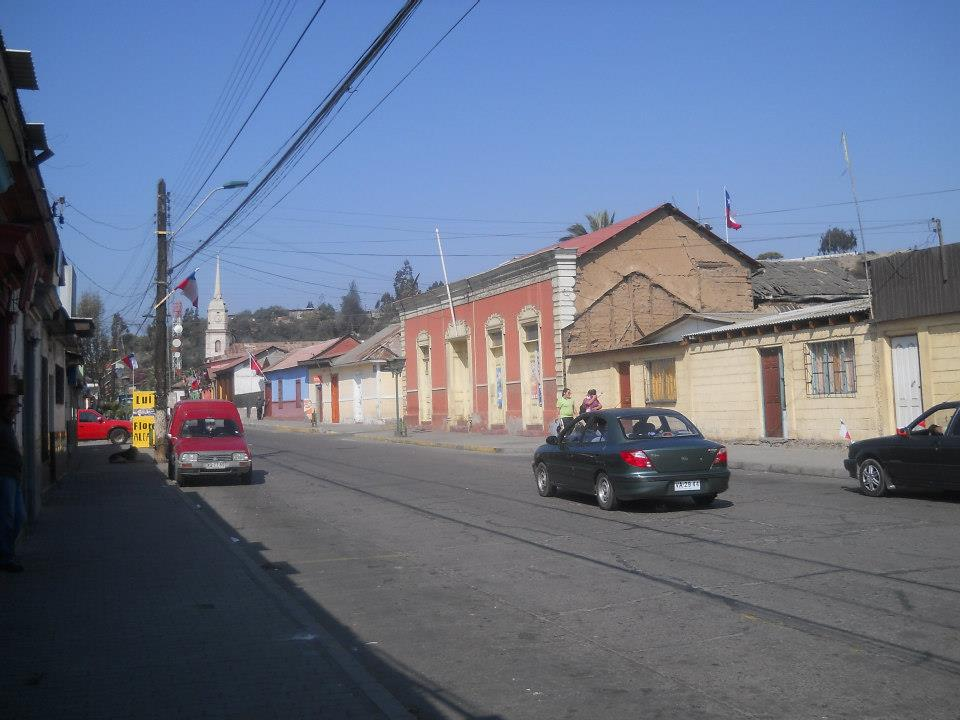
Улица Рио-де-Жанейро

## Расположение
Посёлок расположен в долине реки Уаско в 14 км от места впадения реки в Тихий океан.
Коммуна граничит:
- на севере — с коммуной Уаско;
- на востоке — с провинцией Вальенар;
- на юге — с коммуной Ла-Игуэра.

Западная часть коммуны — побережье Тихого океана.

## Достопримечательности
- Церковь Санта-Роса-де-Лима

## Транспорт

### Автомобильный транспорт
Посёлок расположен на автомобильной трассе Уаско — Вальенар.
Расстояние по автомобильной дороге до городов:
- Копьяпо — 132 км
- Вальенар — 34 км
- Уаско — 17 км

### Железнодорожный транспорт
Ж/д станция на трассе Уаско — Вальенар.

## Демография
Согласно сведениям, собранным в ходе переписи 2017 г  Национальным институтом статистики (INE),  население коммуны составляет:
| Полное население                          | Полное население                          | Полное население                          | Полное население                          | Полное население                          | 7 041 |
| ----------------------------------------- | ----------------------------------------- | ----------------------------------------- | ----------------------------------------- | ----------------------------------------- | ----- |
| в том числе:                              | Городское население                       | 4 589                                     | Процент городского населения, %           | 65,18                                     |       |
|                                           | Сельское население                        | 2 452                                     | Процент сельского населения, %            | 34,82                                     |       |
|                                           | Мужское население                         | 3 557                                     | Процент мужского населения, %             | 50,52                                     |       |
|                                           | Женское население                         | 3 484                                     | Процент женского населения, %             | 49,48                                     |       |
| Плотность населения, чел/км²              | Плотность населения, чел/км²              | Плотность населения, чел/км²              | Плотность населения, чел/км²              | Плотность населения, чел/км²              | 2,19  |
| Население коммуны в % к населению области | Население коммуны в % к населению области | Население коммуны в % к населению области | Население коммуны в % к населению области | Население коммуны в % к населению области | 2,46  |

| Динамика изменения населения коммуны | Динамика изменения населения коммуны | Динамика изменения населения коммуны | Динамика изменения населения коммуны |
| ------------------------------------ | ------------------------------------ | ------------------------------------ | ------------------------------------ |
| 1992                                 | 2002                                 | 2012                                 | 2017                                 |
| 5221                                 | 5666▲                                | 6531▲                                | 7041▲                                |

## Важнейшие населенные пункты[4]
| № | Населённый пункт | Населённый пункт (исп.) | Категория | Население чел. (2002) | На карте                        |
| - | ---------------- | ----------------------- | --------- | --------------------- | ------------------------------- |
| 1 | Фрейрина         | Freirina                | город     | 3469                  | 28°30′34″ ю. ш. 71°04′47″ з. д. |
| 2 | Викунья-Маккена  | Vicuña Mackenna         | поселок   | 586                   | 28°30′52″ ю. ш. 71°03′23″ з. д. |
| 3 | Майтенсильо      | Maitencillo             | поселок   | 528                   | 28°31′42″ ю. ш. 70°55′38″ з. д. |
| 4 | Каррисалильо     | Carrizalillo            | поселок   | 155                   | 29°06′09″ ю. ш. 71°24′30″ з. д. |
| 5 | Лас-Таблас       | Las Tablas              | поселок   | 153                   | 28°30′16″ ю. ш. 71°07′46″ з. д. |
| 6 | Санта-Тереса     | Santa Teresa            | поселок   | 103                   | 28°31′10″ ю. ш. 71°00′20″ з. д. |
| 7 | Атакама          | Atacama                 | поселок   | 94                    | 28°30′56″ ю. ш. 70°59′56″ з. д. |